# ALOS (三浦大知の曲)
「ALOS」（エイロス）は、日本の歌手、三浦大知の楽曲。2023年2月1日に配信限定シングルとしてリリースされた。
ALOSとは、2006年1月に宇宙航空研究開発機構（JAXA）が打ち上げた地球観測衛星「陸域観測技術衛星（Advanced Land Observing Satellite）」のことであり、日本語名は「だいち」。

## 概要
- 1月26日、三浦が「だいち」シリーズ衛星 応援アンバサダーに就任し、「だいち」シリーズ衛星のイメージソングとして書き下ろした本楽曲をリリースすることが発表され[1]、ティーザーを公開。2月1日0時より先行配信が開始された。なお、JAXAが地球観測衛星のアンバサダーを起用するのは今回初[2]。
- 作詞は三浦自身が担当。三浦自身が筑波・種子島の宇宙センターを訪れ、現地で「だいち」シリーズに込められた想いや願いなどを聞き、感じたドラマや触れた風景を詰め込んで制作した楽曲となっている[3]。
- 作曲はこれまでも数々の三浦の楽曲を手掛け、最近では朝ドラ『ちむどんどん』の主題歌「燦燦」の作曲も務めた、プロデューサーのUTAが担当した。
- ジャケット写真は人工衛星「だいち」1号機が2006年2月14日に宇宙から初めて撮影した1枚。歌詞の中にある「最初の一枚」はその写真のことを指し、ミュージックビデオ公開日と奇跡的に同日となった。
- 2月11日より3日連続でカウントダウンビデオが公式X（旧Twitter）に公開されたのち、本楽曲のミュージックビデオが2月14日21時より公式YouTubeチャンネルにプレミア公開された。
- また、当時開催中であったライブツアー「DAICHI MIURA LIVE TOUR 2019-2022 COLORLESS」にて初披露された。テレビでは5月5日放送のテレビ朝日「ミュージックステーション」にて初披露された。同日、筑波宇宙センターのパラボラアンテナ前で撮影した"ALOS -1 Cut Video at Tsukuba Space Center-"を公開。

## 収録曲と規格
| #         | タイトル  | 作詞      | 作曲         | 時間 |
| --------- | --------- | --------- | ------------ | ---- |
| 1.        | 「ALOS」  | 三浦大知  | UTA 三浦大知 | 3:30 |
| 合計時間: | 合計時間: | 合計時間: | 合計時間:    | 3:30 |

## 映像作品

### ALOS -Music Video-
概要
どこかの星にいるであろう三浦の姿を映したシーンや、ダンスシーンが盛り込まれている。また、JAXA筑波宇宙センター内にある、先進光学衛星「だいち3号」（ALOS-3）の通信でも使用される「光衛星間通信システム（LUCAS）」のパラボラアンテナに、グラフィックや衛星が撮影した写真が投影されるシーンもある。
監督
シミズヒロタカ

## パフォーマンス

### テレビ披露
| 日時          | 番組名                                   | 放送局     |
| ------------- | ---------------------------------------- | ---------- |
| 2023年5月5日  | ミュージックステーション２時間スペシャル | テレビ朝日 |
| 2023年7月22日 | ミュージックフェア                       | フジテレビ |
| 2023年7月29日 | Sound Inn S                              | BS-TBS     |

## タイアップ
JAXA「だいち」シリーズ衛星 応援アンバサダー
応援アンバサダーとして、筑波宇宙センターを見学し地球観測衛星について学ぶとともに同世代のJAXA職員と対談を行い、種子島宇宙センターに赴きだいち3号実機と対面した。それらの模様について、JAXA公式YouTubeに公開されている。
筑波宇宙センター訪問動画
- 【JAXA×三浦大知】筑波宇宙センターで三浦大知が学ぶ！地球観測衛星について（前編） - YouTube
- 【JAXA×三浦大知】筑波宇宙センターで三浦大知が学ぶ！地球観測衛星について（後編） - YouTube
- 【JAXA×三浦大知】三浦大知さんへの５つの質問 - YouTube
- 三浦大知×JAXA職員特別企画！未来を担う同世代対談 - YouTube

種子島宇宙センター訪問動画
- 【JAXA×三浦大知】種子島宇宙センターに到着！「だいち3号」対面直前インタビュー - YouTube
- 【JAXA×三浦大知】宇宙に飛び立つ先進光学衛星「だいち3号」実機に対面！三浦大知が種子島を訪問 - YouTube
- 【JAXA×三浦大知】種子島宇宙センター訪問を終えて　～三浦大知からのメッセージ～ - YouTube

## 収録アルバム
| 収録アルバム                                                                 | 発売日        | 備考                 |
| ---------------------------------------------------------------------------- | ------------- | -------------------- |
| DAICHI MIURA DOCUMENTARY 2019-2023 + SINGLE COLLECTION 2018-2023 “COLOR___S” | 2023年4月26日 | シングルコレクション |